# Tayside
Tayside (Taobh Tatha en gaélique écossais (gd)) était une circonscription administrative régionale écossaise entre le 15 mai 1975 et le 31 mars 1996, avec pour siège la ville de Dundee.

## Création
La circonscription fut créée par le Local Government (Scotland) Act 1973, qui suivait les recommandations du rapport Wheatley de 1969. Celui-ci tentait de remplacer le mélange hétérogène de comtés, cités, bourgs et districts par un système uniforme de councils de régions et de districts.

## Districts
La région était divisée en 3 districts.
| Districts         | Siège  | Population (estimation en 1994) |
| ----------------- | ------ | ------------------------------- |
| Angus             | Forfar | 96 500                          |
| Dundee            | Dundee | 171 520                         |
| Perth and Kinross | Perth  | 129 070                         |

## Disparition
En vertu du Local Government etc. (Scotland) Act 1994, Tayside a été réparti entre les council areas de Perth and Kinross, Angus et Dundee. Toutefois, la police locale, les pompiers, ainsi que les circonscriptions de vote, n'ont pas changé et étaient toujours spécifiques à Tayside, jusqu'au 1er avril 2013, quand une force de police et un corps de pompiers nationaux pour l'Écosse ont été créés.
- (en) Cet article est partiellement ou en totalité issu de l’article de Wikipédia en anglais intitulé « Tayside » (voir la liste des auteurs).